# Damhnait Doyle

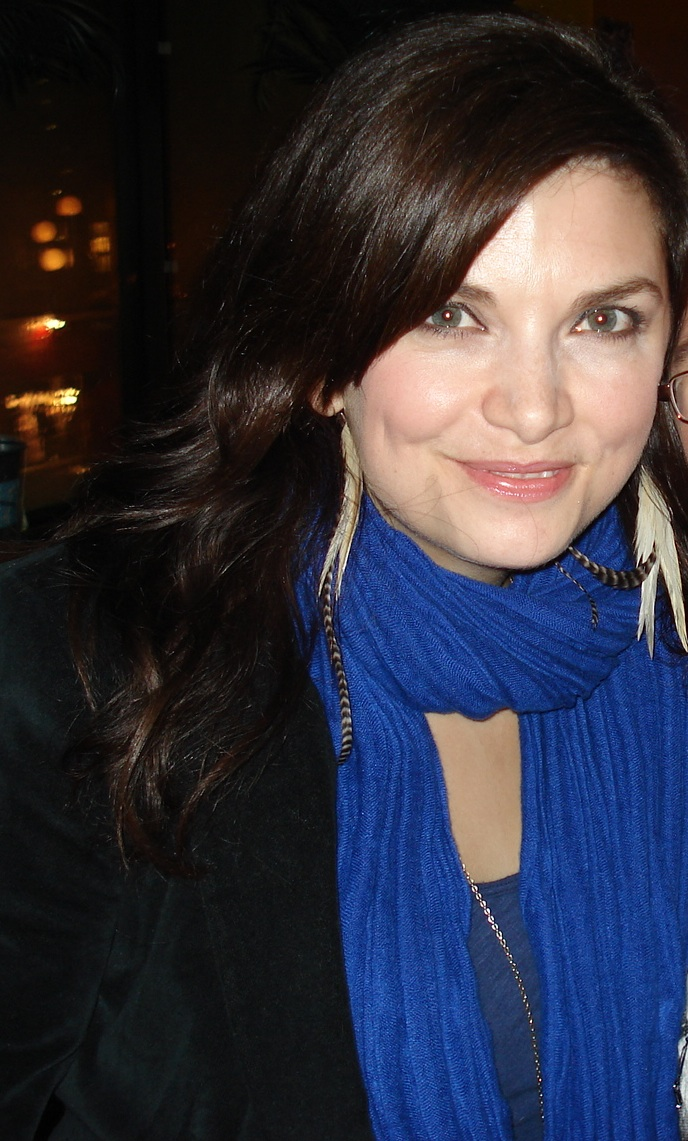
Damhnait Doyle

Damhnait Doyle (ur. 9 grudnia 1975 w Labrador City) – kanadyjska piosenkarka i autorka tekstów. Autorka kompozycji na potrzeby serialu pt. Instant Star. Doyle ponadto jest członkinią kanadyjskiej grupy muzycznej Shaye.
Gościnnie pojawiła się w dziesiątym odcinku Instant Star, gdzie wraz z koleżankami z zespołu Shaye zaśpiewała na koncercie dobroczynnym piosenkę Happy Baby.

## Dyskografia

### Solowe płyty
- Shadows Wake Me (1996)
- Hyperdramatic Sampler (1999)
- Hyperdramatic (2000)
- Davnet (2003)
- Lights Down Low (2008)

### ZShaye
- The Bridge (2003)
- Happy Baby (Singel, 2003)
- Beauty (Singel, 2004)
- Lake Of Fire (Singel, 2006)
- Lake Of Fire (2007)
- You're Not Alone (Singel, 2007)

### Songs from Instant Star Three
- Darkness round the sun
- Just the beginning

### Songs From Instant Star Four
- The music
- I still love you